# Embelia penangiana
Embelia penangiana là một loài thực vật có hoa trong họ Anh thảo. Loài này được (Oliv.) Mez mô tả khoa học đầu tiên năm 1902.